# Ghost of Mae Nak
Pour plus de détails, voir Fiche technique et Distribution.
Ghost of Mae Nak (นาค รักแท้/วิญญาณ/ความตาย, Nākh rạk thæ̂/wiỵỵāṇ/khwām tāy) est un film thaïlandais réalisé par l'anglais Mark Duffield, sorti en 2005.

## Synopsis
Un jeune couple, Mak et Nak, achète à l'étrange Monsieur Ange une vieille maison abandonnée dans le quartier Phra khanong de Bangkok. Mak fait alors des cauchemars : le passé vient hanter le présent...

## Fiche technique
- Titre : Ghost of Mae Nak
- Titre original : นาค รักแท้/วิญญาณ/ความตาย (Nākh rạk thæ̂/wiỵỵāṇ/khwām tāy)
- Réalisation : Mark Duffield
- Scénario : Mark Duffield
- Production : Tom Waller
- Société de production : De Warenne Production[3]
- Musique : Steve Bentley-Klein
- Pays d'origine : Thaïlande
- Genre : Horreur et fantastique
- Durée : 102 minutes
- Date de sortie : 15 septembre 2005

## Distribution
- Pataratida Patcharawirapong : Nak
- Siwat Chotchaicharin : Mak
- Porntip Papanai : Mae Nak
- Jaran Ngamdee : Po Mak
- Meesak Nakarat : Monsieur Ange
- มารศรี อิศรางกูร ณ อยุธยา :  la grand-mère de Nak
- เฉลิมพล ภัทรพากุล : Chay
- กานต์ชนิต ซำมะกุล : Noy

## Autour du film
Le film "Ghost of Mae Nak" est édité en DVD en France en version originale (thaï) sous-titré en français avec le livret "Histoire de fantômes..." rédigé par Bastian Meiresonne (auteur du livre Thai Cinema / Le cinéma thaïlandais, Asiexpo Edition, 2006, 256 pages,  (ISBN 978-2-9528018-05)). Le livret raconte la légende de Mae Nak et ses différentes versions et donne une liste (non exhaustive) des adaptations au cinéma de cette histoire.